# باش قبران
باش‌ قبران هي قرية في مقاطعة سردشت، إيران. يقدر عدد سكانها بـ 51 نسمة بحسب إحصاء 2016.